# Anelosimus kohi
Anelosimus kohi là một loài nhện trong họ Theridiidae.
Loài này thuộc chi Anelosimus. Anelosimus kohi được Hajime Yoshida miêu tả năm 1993.